# Etzgersrieth
Etzgersrieth ist ein Gemeindeteil und eine Gemarkung des Marktes Moosbach im Oberpfälzer Landkreis Neustadt an der Waldnaab mit ca. 170 Einwohnern.

## Geographie
Das Pfarrdorf Etzgersrieth liegt auf 624 m Höhe. Nach Moosbach sind es fünf, nach Vohenstrauß neun und nach Weiden 26 Kilometer Fahrstrecke; den 18 Kilometer entfernten Grenzübergang Waidhaus zur Tschechischen Republik erreicht man seit der Fertigstellung der Bundesautobahn 6 ebenfalls in wenigen Minuten. Etzgersrieth liegt im Naturpark Nördlicher Oberpfälzer Wald.
Die Gemarkung, die in der räumlichen Ausdehnung der früheren Gemeinde entspricht, hat eine Fläche von 575,42 Hektar. Dazu gehören die Einödhöfe Pfaffenrieth und Uchamühle, sowie der nicht amtlich gelistete Tradlhof.

## Geschichte
Dort befand sich in der Mitte des 13. Jahrhunderts eine Rodungssiedlung, 1255 als „Azgenreuth“ erwähnt. 1285 tauchte es als „Aergerrivt“ im Herzogsurbar als Besitz von Herzog Ludwig II. von Oberbayern auf.
Im Baubestand sind einige alte Backhäuser erhalten. Das Brauchtum der Totenbretter ist noch nicht ganz ausgestorben. Die früher zur Gemeinde gehörenden Orte Pfaffenrieth und Uchamühle sind Siedlungen, die im 15. Jahrhundert verödeten und im Laufe der Zeit wieder belebt wurden.
Die Landgemeinde Etzgersrieth wurde 1818 durch das Gemeindeedikt in Bayern errichtet. Im Jahre 1835 war das Dorf fast vollständig niedergebrannt. Nur die Kirche und wenige Anwesen blieben unversehrt. Das Gerücht, es habe sich um Brandstiftung gehandelt, hält sich bis zum heutigen Tag. Am 1. Juli 1972 wurde Etzgersrieth in den Markt Moosbach eingegliedert.

## Politik
Etzgersrieth wird heute von einem Ortssprecher im Gemeinderat Moosbach vertreten. Von 2002 bis 2007 war dies Josef Balk. Seit dem 1. Mai 2008 vertritt Fritz Steinhilber die Interessen der Etzgersriether im Gemeinderat.
Bürgermeister waren im letzten Jahrhundert u. a.:
1921–1945 Georg Landgraf
1946–.... Josef Höger
1966–1972 Johann Uschold
Die Volksschule wurde Ende der 1960er Jahre der Grund- und Hauptschule Moosbach angegliedert. Oberlehrer Pregler, seit 1961 in Etzgersrieth, wurde nach Cham versetzt.

## Bildergalerie

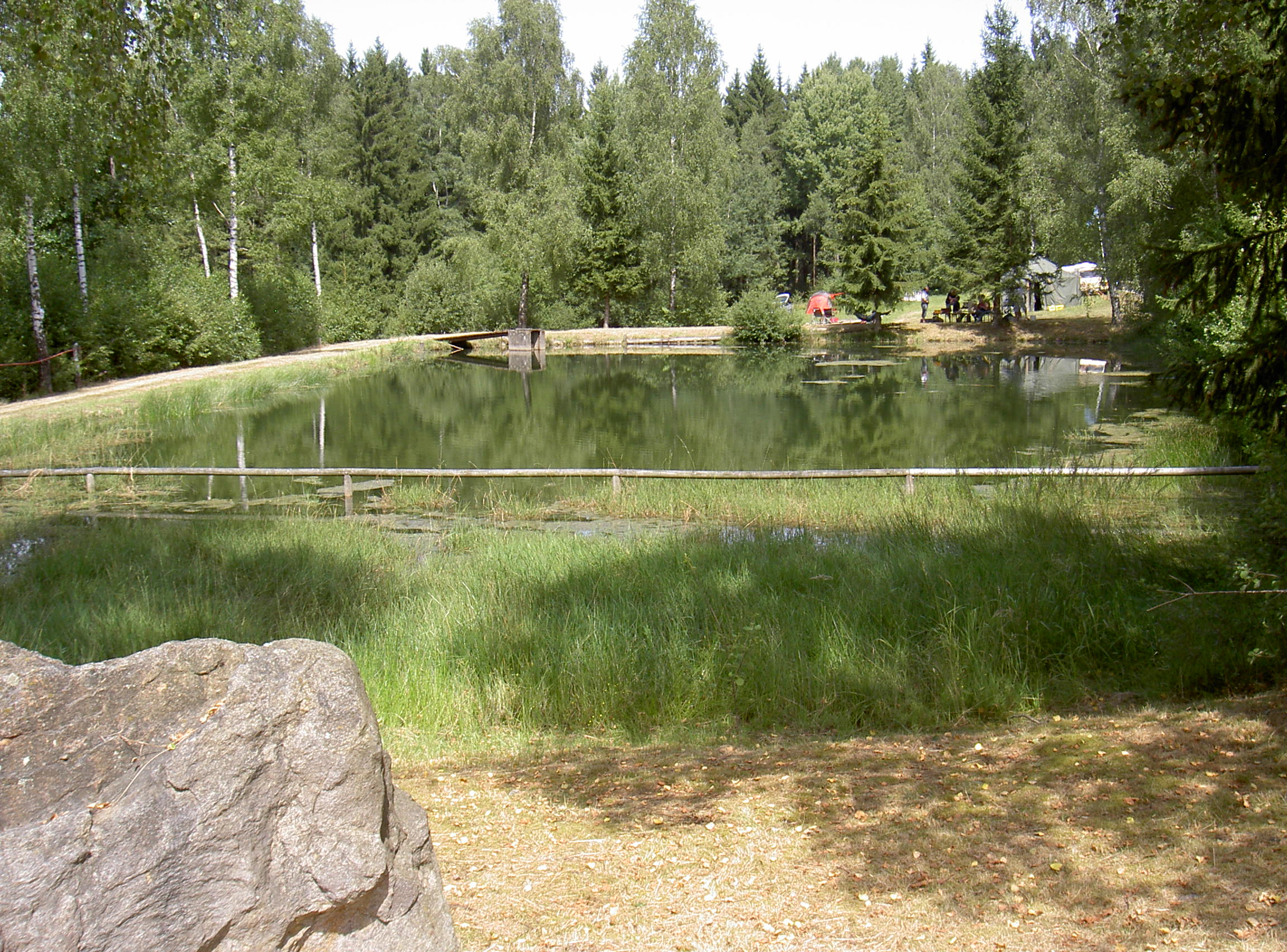
Etzgersrieth Badeweiher im Wald
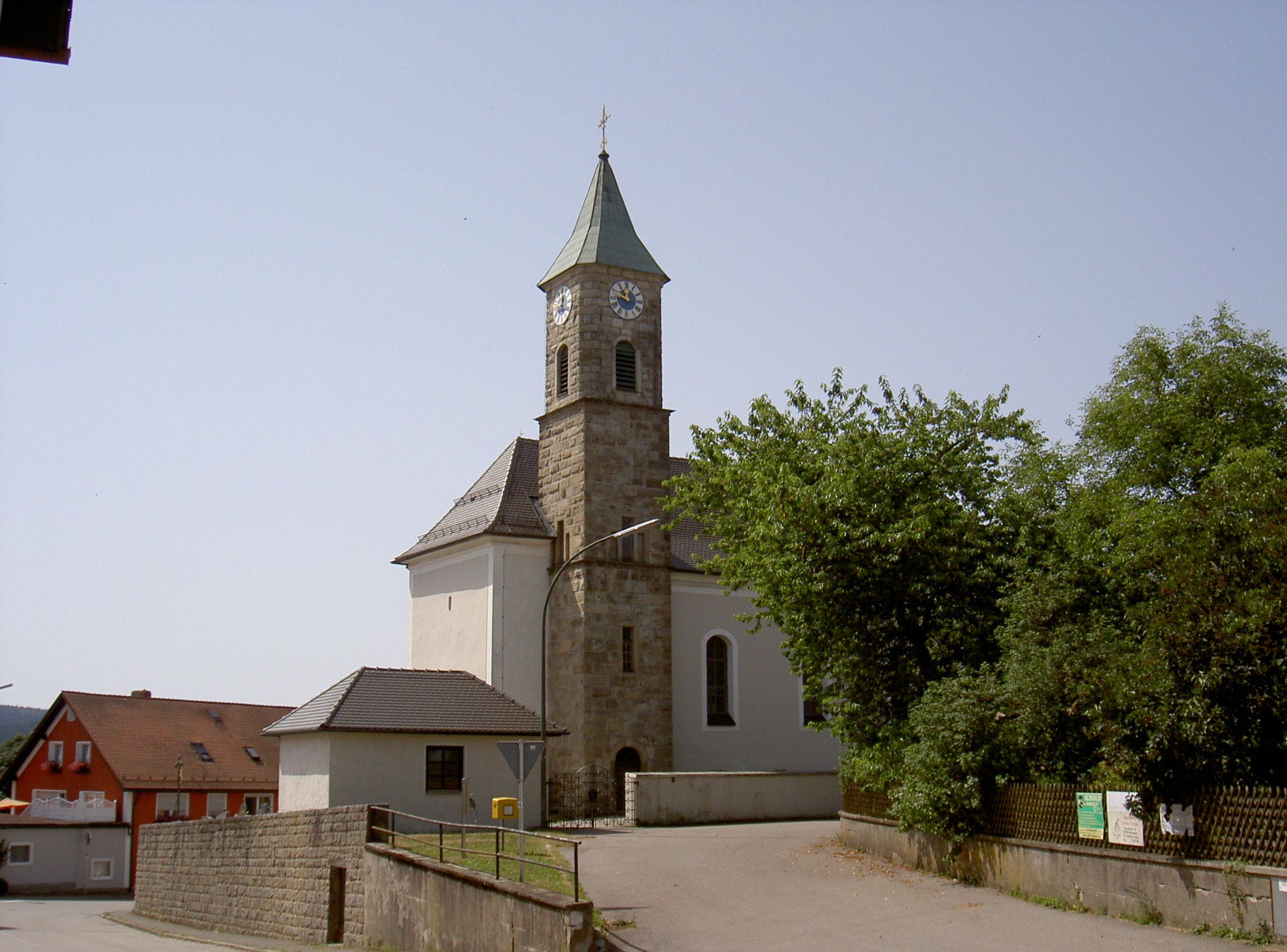
St. Georg
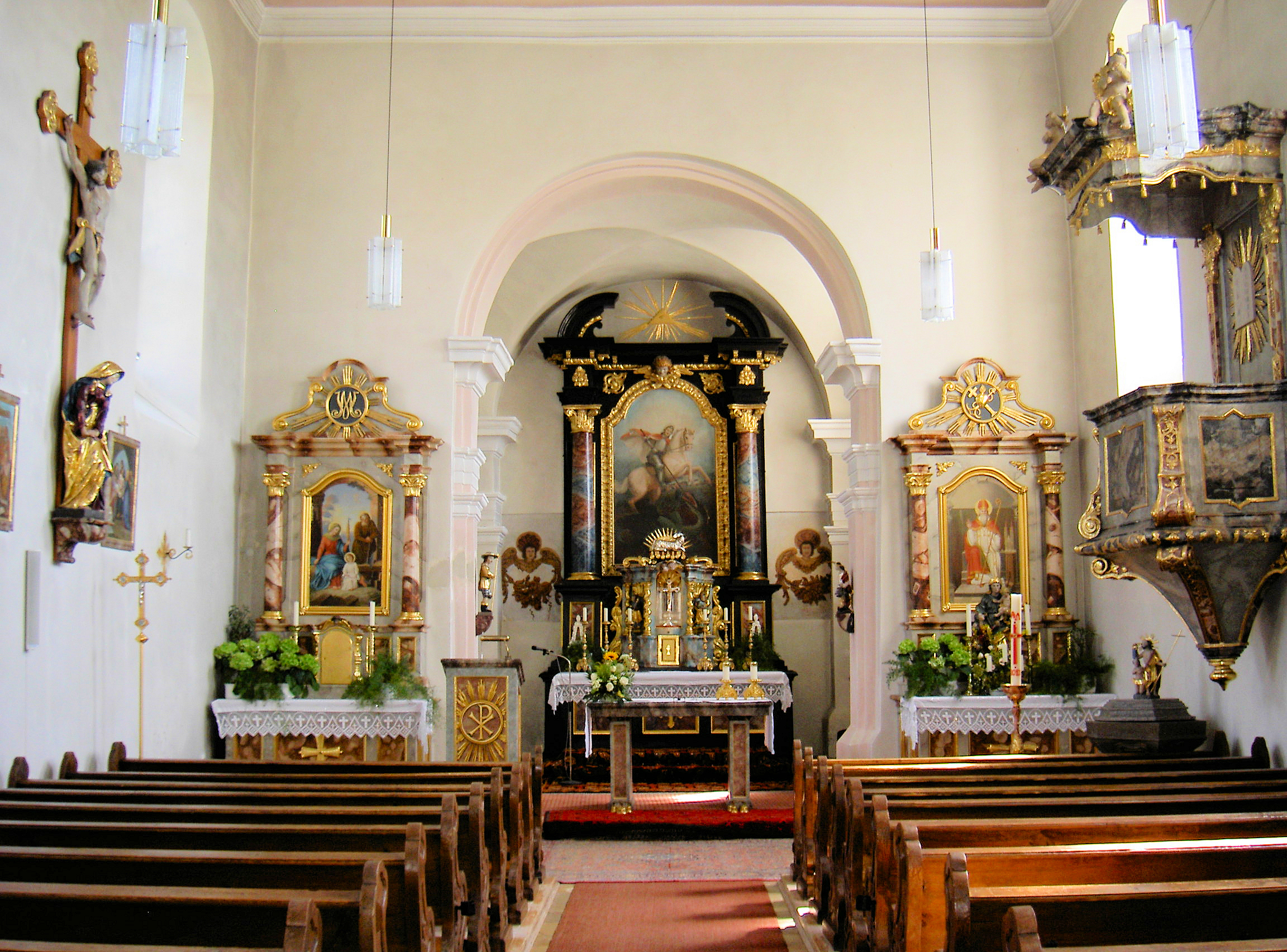
Innenansicht St. Georg
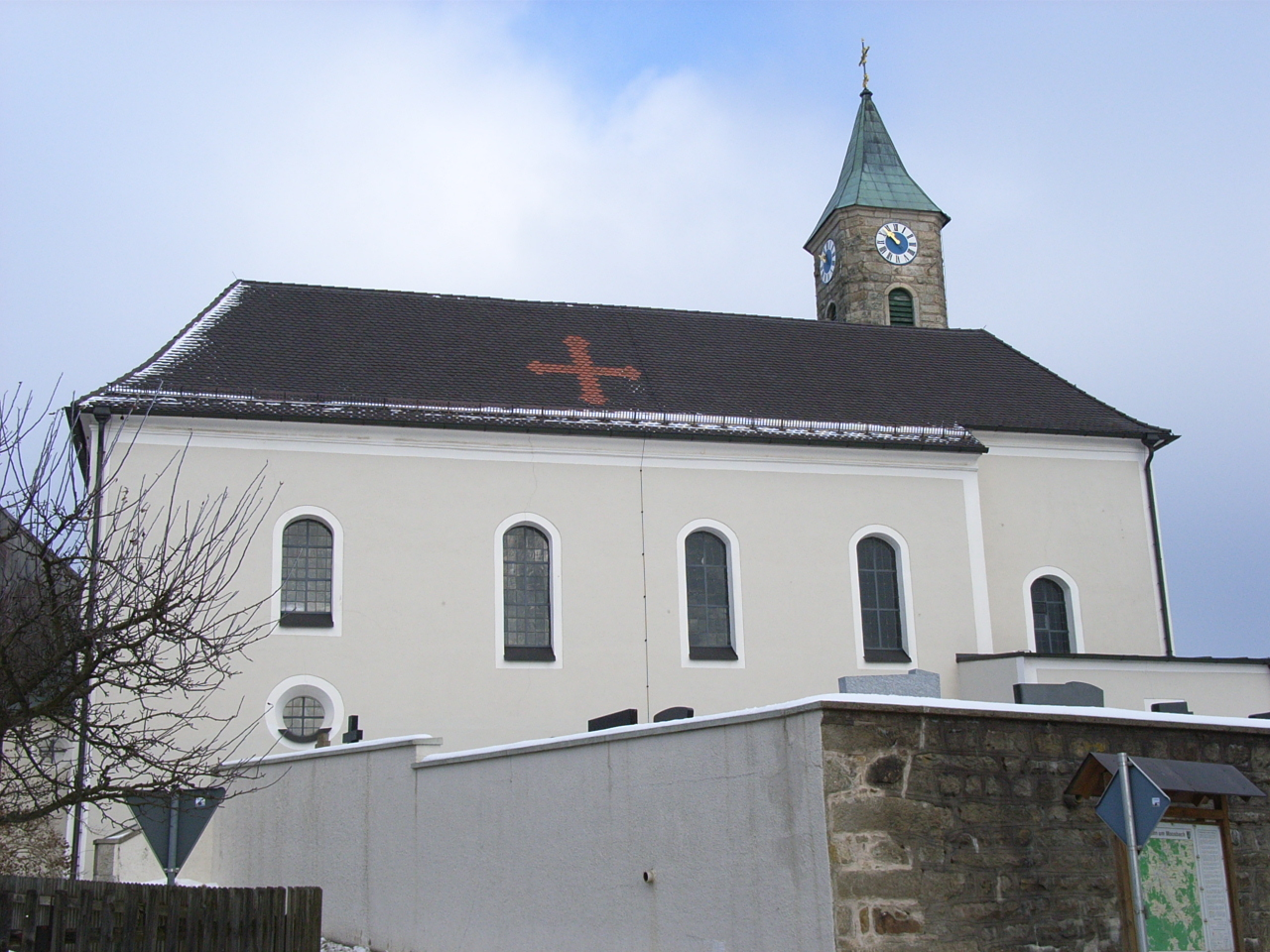
St. Georg
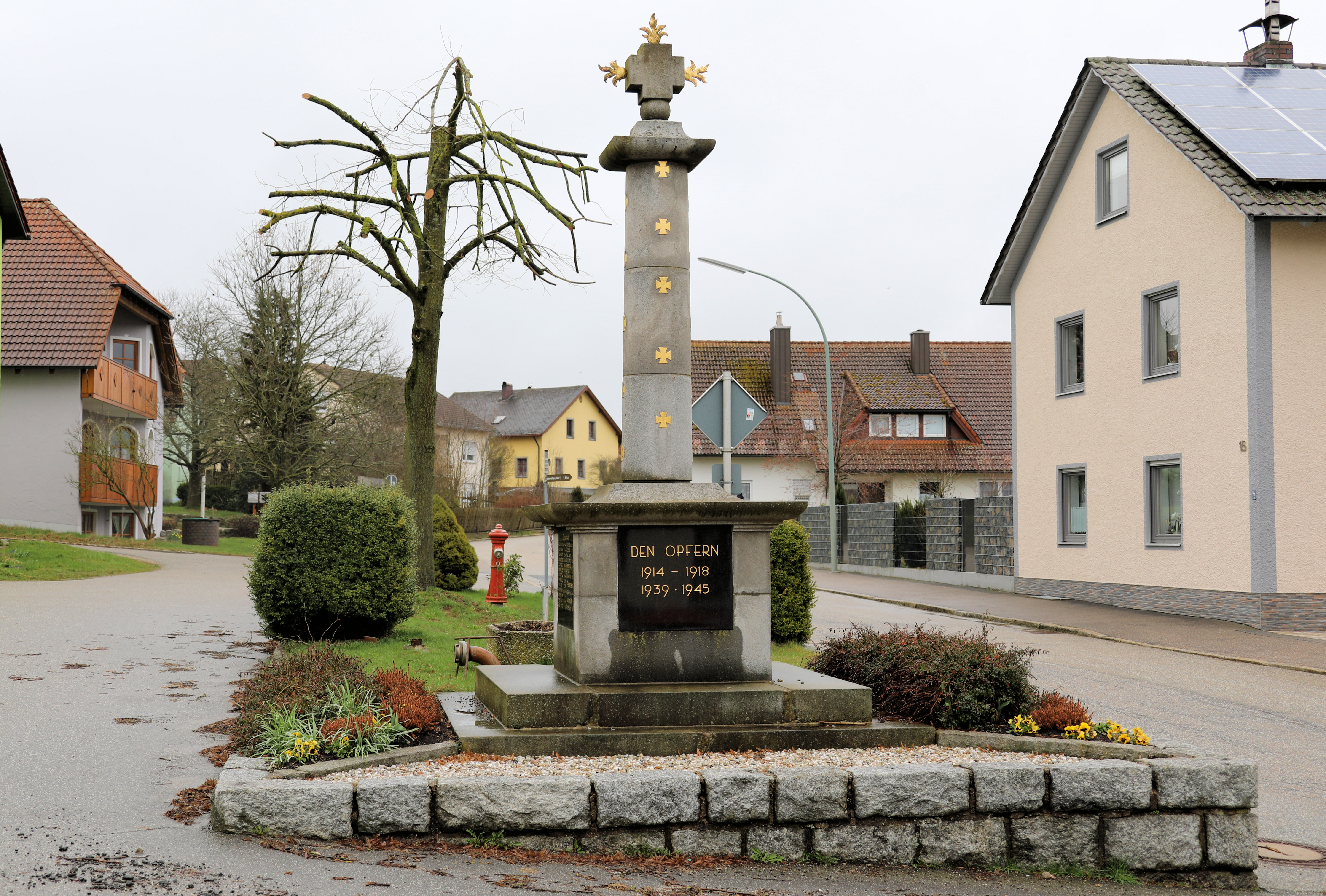
Mahnmal in Etzgersrieth (2023)
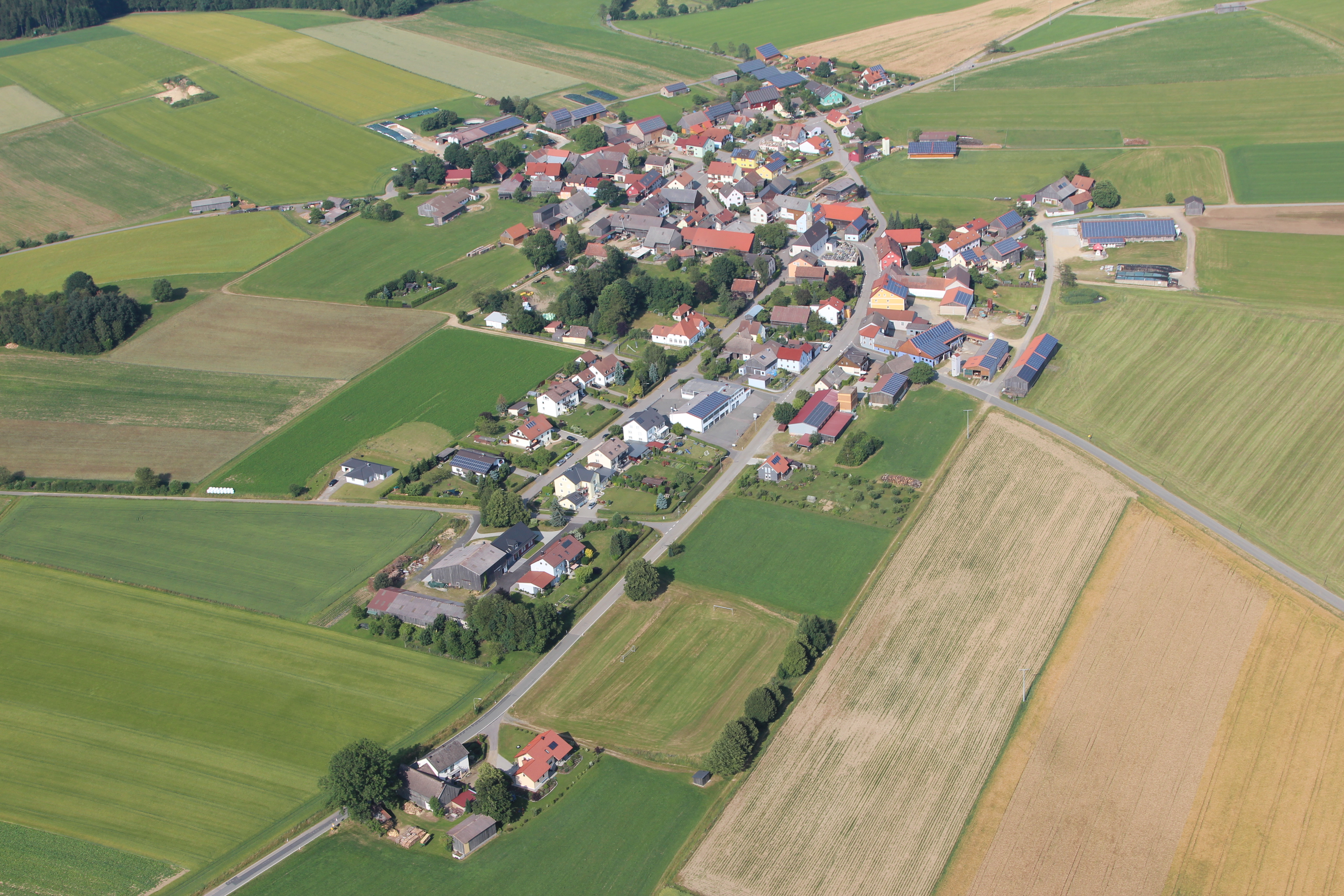
Etzgersrieth (2013)

## Kultur
Etzgersrieth stellt ein harmonisch gewachsenes Kirchdorf dar, mit einer katholischen Kirche im Mittelpunkt, einem Wirtshaus (mit Pension), einem Bäcker und einer Autowerkstatt.
Bis Anfang 2005 hatte der Ort als Expositur auch einen eigenen Pfarrer mit dem Geistlichen Rat Georg Bodner, der die zum Sprengel gehörenden Orte Niederland und Rückersrieth mit zu versorgen hatte. Auch dieser Sektor wird nunmehr vom Pfarramt Moosbach abgedeckt.

## Vereine
Der Ort lebt u. a. von mehreren Vereinen, der Freiwilligen Feuerwehr, dem Schützenverein, dem Soldaten- und Kriegerverein, dem Frauenbund und der Katholischen Landjugend (BDKJ). Im Juni 2010 fand das 125-jährige Gründungsfest der Freiwilligen Feuerwehr mit buntem Festprogramm statt.
Traditionell wird der Ort alljährlich vom Stammtisch „Die 70er“ aus Schirmitz zum legendären Sommerzeltlager am Badeweiher besucht.

## Persönlichkeiten
- Gerhard Ambros (1928–2007), Funktionär der SED für Landwirtschaft